# Фрегола
Фрегола (фрегула, сард. frègula, итал. fregola от лат. fricare — тереть) — это разновидность итальянской мелкой круглой пасты, родом с острова Сардиния, напоминающая кускус и родственная орзо. Обычно готовят фреголу из манной крупы, получаемой из твёрдой пшеницы.
Традиционно её скатывали руками в шарики размером с крупный чёрный перец и сушили в печи.
Традиционно отваривается в воде или бульоне с добавлением шафрана. Чаще всего добавляют в супы и салаты. Готовят как гарнир фреголу с рыбой и морепродуктами. Может подаваться как самостоятельное блюдо.